# Enrique van Rysselberghe Martínez
Enrique van Rysselberghe Martínez (Concepción, 22 de agosto de 1911 - 30 de mayo de 1984) fue un político chileno, alcalde de su ciudad natal en dos oportunidades durante los años 1970.

## Biografía

### Familia
Los orígenes de su familia se remontan al ingeniero Max van Rysselberghe, hijo de François van Rysselberghe, un inmigrante belga radicado en Chile, y hermano de Lidia, Ivonne y Daniel. A fines del siglo XIX, y con menos de 20 años de edad, Max participó de una expedición desde Bélgica hacia la Antártica, que originalmente tenía que durar seis meses, pero que terminó extendiéndose por dos años.
Una vez de vuelta en su país, Max conoció a Isabel Martínez, hija del exministro de Obras Públicas del Presidente José Manuel Balmaceda, Valentín Martínez, de la que se enamoró. Ya casados, regresaron a Chile en 1905.
Enrique se casó con Julieta Varela Santa María, descendiente del expresidente Domingo Santa María (1881-1886) y tuvieron cuatro hijos: Javier, Enrique, Ivonne y Astrid. La familia tuvo que superar una gran crisis después de que su esposa descubriera que su marido tenía un romance y dos hijos con una secretaria de la municipalidad.  
La hermana de Enrique, Astrid van Rysselberghe, contó al respecto: "Eso fue muy terrible para mi mamá, ella sufrió mucho cuando se enteró que mi papá tenía otras familias, pasó mucha vergüenza y pena". "Según recuerdan en la familia, presionado por la culpa, Van Rysselberghe no sólo le reconoció ese affaire a su mujer, sino que le confesó además que tenía otra en Santiago y cuatro hijos más, los que a su vez, pese a que él vivía viajando por el país y que pasaba poco tiempo con ellos, tampoco sospechaban que tenía otras dos familias en el sur", señala Francisco Torrealba en un reportaje para la revista Sábado de El Mercurio. De aquellos hijos, en 2011 vivían dos: Miguel Ángel van Rysselberghe Buder, en España, donde trabajaba como odontólogo y Sergio van Rysselberghe Buder, profesor de un liceo de Chanco, en la Región del Maule. "Ambos, en su momento, también trataron de seguir una carrera política y se postularon, sin éxito, en la elección de concejales de 1992 por las comunas de Chanco y Pelluhue, en la lista de la Unión de Centro Centro que lideraba Francisco Javier Errázuriz", señala Torrealba.
Entre sus nietos se encuentran Jacqueline, senadora por la Región del Bío-Bío y Enrique, diputado.

### Actividad laboral
Van Rysselberghe aprendió acerca de ingeniería y arquitectura leyendo los textos que había en la biblioteca de su padre y después se ejerció como arquitecto, aunque nunca estudió dicha carrera formalmente. Las obras tuvieron como prueba de fuego el terremoto de Chillán de 1939, de 8,3 grados, que golpeó con fuerza Concepción, dejando casi un 90% de las casas de la ciudad destruidas. Afortunadamente, ninguna de las que él había construido se derrumbó, por lo que después, para la reconstrucción, eran mucho los que buscaban sus servicios. Más tarde ingresó a trabajar a la Dirección de Obras de la municipalidad al tiempo que hacía fortuna con negocios relacionados con la construcción: creó una máquina que permitía sacar áridos desde la rivera del Biobío incluso durante la época de lluvias, lo que lo convirtió en el único en poder abastecer todo el año de arena a las distintas empresas constructoras, acaparando rápidamente todo el mercado de la zona; desarrolló también una máquina para limpiar el carboncillo que botaban las mineras de Lota, material que conseguía gratis o a muy bajo costo porque nadie lo quería y al que "su procesadora lo dejaba listo para la venta, a un precio mucho más conveniente que el de su competencia".

### Carrera política
En 1967 fue elegido regidor como independiente por la comuna de Concepción y, como ocupó el puesto de primer regidor, tuvo que subrogar en varias oportunidades al entonces alcalde Guillermo Aste Pérez, cuando este debía ausentarse de la ciudad. En las elecciones de 1971 fue reelegido, esta vez representando al Partido Nacional; como obtuvo la primera mayoría, se convirtió en alcalde, cargo que desempeñó hasta 1974, año en que compitió infructuosamente en las parlamentarias por un escaño de diputado. 
Debido a las varias obras sociales realizadas durante su gestión la frente de la municipalidad de Concepción, el empresario y fundador de Radio Bío Bío, Nibaldo Mosciatti Moena, lo bautizó con como El realizador.
Después del golpe de Estado encabezado por el general Augusto Pinochet que derrocó al gobierno de Salvador Allende en 1973, la dictadura militar lo designó alcalde de su ciudad, cargo que ejerció hasta 1979.

## Historial electoral

### Elecciones municipales de 1971
- Elecciones municipales de 1971 para la comuna de Concepción

Período 1971-1975 (Fuente: El Mercurio, 5 de abril de 1971)
| Candidato                         | Partido | Votos  | Resultado |
| --------------------------------- | ------- | ------ | --------- |
| Enrique Van Rysselberghe Martínez | PN      | 13 164 | Alcalde   |
| Alfonso Urrejola Arrau            | PDC     | 5877   | Regidor   |
| Julio Campos Toro                 | PC      | 4958   | Regidor   |
| Edmundo Salas De La Fuente        | PDC     | 3477   | Regidor   |
| Guillermo Aste Pérez              | PDC     | 3474   | Regidor   |
| Renato Quiñones Torres            | PS      | 3130   | Regidor   |
| Manuel Rodríguez Rodríguez        | PS      | 3110   | Regidor   |
| Mario Olavarría Aranguren         | PN      | 1850   | Regidor   |
| Carlos Contreras Maluje           | PCCh    | 1663   | Regidor   |

### Elecciones parlamentarias de 1973
- Elecciones parlamentarias de 1973 para la 17ª Agrupación Departamental de Concepción(Fuente: El Mercurio, 6 de marzo de 1973)

| Candidato                         | Pacto                          | Partido | Votos  | %     | Resultado |
| --------------------------------- | ------------------------------ | ------- | ------ | ----- | --------- |
| Arturo Frei Bolívar               | Confederación de la Democracia | PDC     | 34 314 | 13,17 | Diputado  |
| Hosain Sabag Castillo             | Confederación de la Democracia | PDC     | 12 867 | 5,09  | Diputado  |
| Mariano Ruiz-Esquide Jara         | Confederación de la Democracia | PDC     | 16 999 | 6,72  | Diputado  |
| Mario Mosquera Roa                | Confederación de la Democracia | PDC     | 11 411 | 4,51  |           |
| Duberildo Jaque Araneda           | Confederación de la Democracia | PIR     | 4586   | 1,81  |           |
| Antonio Lama Zugbi                | Confederación de la Democracia | PADENA  | 977    | 0,39  |           |
| Eduardo King Caldichoury          | Confederación de la Democracia | PN      | 18 247 | 7,22  | Diputado  |
| Enrique Van Rysselberghe Martínez | Confederación de la Democracia | PN      | 12 670 | 5,01  |           |
| Orlando Cantuarias Zepeda         | Unidad Popular                 | PR      | 13 392 | 5,30  |           |
| Verónica Careaga Vera             | Unidad Popular                 | IC      | 1842   | 0,73  |           |
| Manuel Rodríguez Rodríguez        | Unidad Popular                 | PS      | 17 139 | 6,78  | Diputado  |
| Óscar González Robles             | Unidad Popular                 | PS      | 20 438 | 8,08  | Diputado  |
| Gerardo Espinoza Carrillo         | Unidad Popular                 | PS      | 13 383 | 5,29  |           |
| Óscar Guillermo Garretón Purcell  | Unidad Popular                 | MAPU    | 17 631 | 6,97  | Diputado  |
| Iván Quintana Miranda             | Unidad Popular                 | PCCh    | 20 488 | 8,10  | Diputado  |
| Fernando Agurto Ramírez           | Unidad Popular                 | PCCh    | 18 283 | 7,23  | Diputado  |
| Luis Fuentealba Medina            | Unidad Popular                 | PCCh    | 17 091 | 6,76  |           |
| Juan Muñoz Pedreros               | Unión Socialista Popular       | USOPO   | 322    | 0,13  |           |
| Francisco Santibáñez Pozo         | Unión Socialista Popular       | USOPO   | 254    | 0,10  |           |
| José Ernesto Manríquez Salas      | Unión Socialista Popular       | USOPO   | 163    | 0,06  |           |
| Fernando Ruíz Navarrete           | Unión Socialista Popular       | USOPO   | 145    | 0,06  |           |
| Carlos Rosales Valverde           | Unión Socialista Popular       | USOPO   | 156    | 0,06  |           |